# Okres Nový Jičín
Nový Jičín (Duits: Neutitschein) is een district (Tsjechisch: Okres) in de Tsjechische regio Moravië-Silezië. De hoofdstad is Nový Jičín. Het district bestaat uit 53 gemeenten (Tsjechisch: Obec). Sinds 1 januari 2007 horen de gemeenten Klimkovice, Olbramice, Vřesina en Zbyslavice bij de okres Ostrava-město, daarvoor hoorden deze gemeenten bij Nový Jičín.

## Lijst van gemeenten
De obce (gemeenten) van de okres Nový Jičín. De vetgedrukte plaatsen hebben stadsrechten. De cursieve plaatsen zijn steden zonder stadsrechten (zie: vlek).
Albrechtičky - Bartošovice - Bernartice nad Odrou - Bílov - Bílovec - Bítov - Bordovice - Bravantice - Frenštát pod Radhoštěm - Fulnek - Heřmanice u Oder - Heřmánky - Hladké Životice - Hodslavice - Hostašovice - Jakubčovice nad Odrou - Jeseník nad Odrou - Jistebník - Kateřinice - Kopřivnice - Kujavy - Kunín - Libhošť - Lichnov - Luboměř - Mankovice - Mořkov - Mošnov - Nový Jičín - Odry - Petřvald - Příbor - Pustějov - Rybí - Sedlnice - Skotnice - Slatina - Spálov - Starý Jičín - Studénka - Suchdol nad Odrou - Šenov u Nového Jičína - Štramberk - Tichá - Tísek - Trnávka - Trojanovice - Velké Albrechtice - Veřovice - Vražné - Vrchy - Závišice - Ženklava - Životice u Nového Jičína
Bruntál · Frýdek-Místek · Karviná · Nový Jičín · Opava · Ostrava-město